# Mahembea hewitti
Genre
Espèce
Synonymes
- Larinia hewittii Lessert, 1930

Mahembea hewitti, unique représentant du genre Mahembea, est une espèce d'araignées aranéomorphes de la famille des Araneidae.

## Distribution
Cette espèce se rencontre en Afrique centrale et en Afrique orientale.

## Description
La femelle holotype mesure 12,5 mm.

## Publications originales
- Lessert, 1930 : Araignées du Congo recueillies au cours de l'expédition par l'Amercan Museum (1909-1915). Quatrième et dernière partie. Revue Suisse de Zoologie, vol. 37, p. 613-672 (texte intégral).
- Grasshoff, 1970 : Die Tribus Mangorini. II. Die neuen Gattungen Siwa, Paralarinia, Faradja, Mahembea und Lariniaria (Arachnida: Araneae: Araneidae-Araneinae). Senckenbergiana biologica, vol. 51, p. 409-423.